# Lenguas harákmbet-katukinas
La familia harákmbet–katukina es una familia propuesta que vincula las lenguas indígenas de la familia harákmbet y katukina. Hay una cantidad de evidencia razonablemente buena de que existe un parentesco lejano entre ambos grupos. Jolkesky (2011) también añade lenguas arauá a la familia.

## Clasificación interna
La familia harákmbet-katukina estaría formada por las siguientes lenguas:
- Subfamilia harákmbet
  - Huachipaeri (también conocido como Huachipaire, Wacipaire)
  - Amarakaeri
- Subfamilia catuquina (katukína)
  - katukina-kanamarí
  - Katukína
  - Katawixí (también conocido como Catawishí)
- Subfamilia arauana
  - Paumarí
  - Madí
  - Sorowahá
  - Dení-Kulina
  - Arauá

Jolkesky (2011) concluye arauanas están más cerca de lenguas harákmbut que a katukinas. La clasificación interna propuesta por este autor es:

|  | Arauá                       |
|  |                             |
|  | \| \| Harákmbet \| \| \| \| |
|  |                             |
|  | Harákmbet                   |
|  |                             |

|  | Harákmbet |
|  |           |

|  | Arauá                       |
|  |                             |
|  | \| \| Harákmbet \| \| \| \| |
|  |                             |
|  | Harákmbet                   |
|  |                             |

|  | Harákmbet |
|  |           |

Jolkesky (2016) señala que hay similitudes léxicas con lenguas arahuacas debido al contacto lingüístico. También el proyecto proyecto ASJP encuentra que las lenguas harákmbet, tienen una mayor cercanía léxica con las lenguas catuquinas que con ningún otro grupo. Sin embargo, ASJP no encuentra la misma cercanía léxica con las lenguas aruanas.

## Descripción lingüística

### Comparación léxica
La siguiente lista tomada de Adelaar (2000) contiene algunos cognados entre kanamarí y el harákmbut:
| Número | GLOSA              | Kanamarí                           | Harákmbut                         |
| ------ | ------------------ | ---------------------------------- | --------------------------------- |
| 1      | casa               | hak                                | hák                               |
| 2      | diente             | i                                  | -id                               |
| 3      | pie                | i                                  | -iʔ                               |
| 4      | nariz              | o(h) pak                           | -õh                               |
| 5      | cabeza             | ki                                 | -kɨ                               |
| 6      | río                | wa(h)                              | -wɛ̃ʰ                              |
| 7      | huevo              | takarapu                           | po 'objeto redondo'               |
| 8      | lengua             | noko                               | nõʔ                               |
| 9      | mano               | ba                                 | -ᵐba                              |
| 10     | hoja               | hakba, taroba                      | eʔᵐba                             |
| 11     | estómago           | ma                                 | wa-mẽʔ 'hígado'                   |
| 12     | ojo                | iko                                | -kpo                              |
| 13     | sangre             | mimi                               | mĩmĩ                              |
| 14     | barriga            | min                                | -mĩn 'intestino'                  |
| 15     | brazo              | pan                                | wa-ᵐbaʔagᵑ 'omóplato'             |
| 16     | jaguar             | pida(h)                            | apetpet                           |
| 17     | nombre             | wadik                              | -ⁿdik                             |
| 18     | dentro, en         | naki                               | wa-ẽk 'barriga'                   |
| 19     | yuca               | tawa 'yuca (variedad dulce)'       | táᵊre                             |
| 20     | campo cultivado    | bao(h)                             | [taʔ]ᵐba                          |
| 21     | negro              | tik                                | sik-ⁿda                           |
| 22     | camino             | dan                                | ⁿagᵑ                              |
| 23     | nuevo              | (a)boawa                           | -ᵐbo-ⁿda                          |
| 24     | palo, árbol        | o(h)man                            | wẽⁱmẽⁱ                            |
| 25     | carne              | barahai                            | áiʔ 'hueso'; -hẽn 'carne'         |
| 26     | comer              | pu                                 | pe                                |
| 27     | venir              | dakdyi                             | e-tʃiak                           |
| 28     | defecar            | dokna                              | ⁿdoʔ                              |
| 29     | llegar; ir         | waokdyi 'llegar'                   | waʔ 'ir'                          |
| 30     | leña               | i(h)ta                             | ɨtaʔ                              |
| 31     | tobillo            | itakon                             | itak-pi 'espinilla' (Huachipairi) |
| 32     | nube               | kodo'omi                           | kurudⁿ                            |
| 33     | cielo              | kodoh                              | kɨ'rɨdⁿ                           |
| 34     | viejo; finado      | kidak 'ser viejo'                  | kʉuⁿdak 'finado'                  |
| 35     | quebrar, romper    | kuruk                              | ketek                             |
| 36     | venado             | ba(h)tyi                           | ᵐbáwiʰ                            |
| 37     | cargar             | ik                                 | yʉuk                              |
| 38     | piel               | dak                                | -síⁿdak                           |
| 39     | animal             | bara 'caza, animal (game, animal)' | aᵐbʉuredⁿ                         |
| 40     | hermano            | aponpia                            | pogᵑ 'hermano mayor de la mujer'  |
| 41     | padre              | pama                               | áːpagᵑ                            |
| 42     | madre              | nyama                              | náŋʔ                              |
| 43     | cabello            | poi                                | -wih 'vello'                      |
| 44     | cuerpo             | boro                               | ᵐboroʔ 'grande'                   |
| 45     | soplar             | po(h)po(h)[man]                    | po                                |
| 46     | dormir             | kitan                              | táⁱʔ                              |
| 47     | niño               | opu 'hijo; pequeño (son; small)'   | wa-ʂí-po                          |
| 48     | humo               | omi                                | oʔsĩwĩ                            |
| 49     | hamaca             | homo                               | horoʔɛʔ                           |
| 50     | volver             | kinhina                            | korʉudⁿ                           |
| 51     | lluvia             | hin                                | ówiʔ                              |
| 52     | hermana (vocativo) | miyo                               | mĩŋʔ                              |
| 53     | testículos         | pada kon                           | wãⁿda 'fruta redonda u oblonga'   |
Para una lista de conjuntos de cognados por Jolkesky (2011), ver la siguiente lista:
| Portugués                        | Proto-Arawá                   | Harákmbet                         | Katukína                     |
| -------------------------------- | ----------------------------- | --------------------------------- | ---------------------------- |
| agora                            | *hida                         | wina                              |                              |
| águia                            |                               | watupusĩŋ                         | kutapaca                     |
| águia                            | *maɟu                         | mãʔtɨk                            |                              |
| aldeia                           | *tabura (aldeia, casa, lugar) | taʔma (chácara)                   |                              |
| amarelo                          |                               | ɛi                                | ɯɯ                           |
| amargo                           | *bidaru                       | paiʔna                            |                              |
| amarrar                          | *ɗakha                        | nɨkɨʔ                             |                              |
| animal, caça                     | *bani                         | ũhpaiʔ                            |                              |
| aranha                           | *haku                         | hũkpu                             |                              |
| areia                            | *kaaciɟu                      | kɨwan                             |                              |
| arraia                           |                               | ʔinnaʔ                            | hihdaN                       |
| arrancar                         | *bada                         | pɨtɨh                             |                              |
| arranhar                         |                               | wikis                             | uNhɯki                       |
| árvore                           | *aga                          | ũwɛ̃i                              |                              |
| assar                            | *tabiche                      | tãwɛ̃Iʔ (cozinhar)                 | daN                          |
| avô                              | *idi                          | uhtunɛ̃ʔ (pai velho)               |                              |
| bambu                            | *api                          | apik (cana-de-açúcar)             |                              |
| barriga                          | *dabu                         | napu                              | da                           |
| barro                            | *nami                         | samĩmiʔ                           |                              |
| bater                            | *daka                         | tɨka                              | duK (lutar)                  |
| beber                            | *pawe                         | maiʔ                              |                              |
| bicho-preguiça                   | Paumari baʔiri                | mɨʔɨʔ                             | maːwiN                       |
| boca                             | *iɟahi                        | kittaʔ                            | kirahi                       |
| boiar                            | *puwa                         | kɨmuwaʔ                           |                              |
| braço                            |                               | maŋpi                             | paN                          |
| brigar                           | *ɓakha                        | maŋkaʔ                            |                              |
| bugio                            | *kawina                       |                                   | kaikna                       |
| cabaça                           | *pahu                         | maʔɛŋ                             |                              |
| caçar                            | *wara                         |                                   | bara (caça)                  |
| cachorro-vinagre                 | *ɟumahi (cachorro, onça)      | numakɨwa (cachorro-vinagre)       |                              |
| cair                             |                               | puk (cair, ficar atrás)           | dapuki (cair)                |
| caititu                          |                               | Arasaeri mirisi                   | wiri                         |
| caminho                          |                               | naŋ                               | daN                          |
| canoa                            |                               | wakmuŋ                            | puK                          |
| cantar                           |                               | wãk (dança)                       | waiK (canto)                 |
| cará                             | *suruwa, *ɕuruwa              | surɛ                              |                              |
| casa, tenda                      | *uɟa (casa)                   | kɨtiakpu (tenda)                  |                              |
| casa                             | *ɟamari                       | mãniʔ (chácara)                   |                              |
| casa                             |                               | hak                               | haK                          |
| casca, pele                      | *awaɕi (casca)                | wasinak (pele)                    |                              |
| casca                            | *ateru                        |                                   | uːmaNdidu                    |
| casca                            | *aɟaphuni                     |                                   | cupuri                       |
| casca                            | *awaɕi                        | wasiʔnak                          |                              |
| céu                              |                               | kɨrɨn                             | kuduh                        |
| chicha                           |                               | kuiaʔ (chapo)                     | kuja (caiçuma)               |
| chorar                           | *uhi                          | wik                               |                              |
| chupar                           |                               | mɨiɨk (chupar, beijar)            | biːwiK (chupar, fumar)       |
| chupar                           |                               | pik                               | biK                          |
| chuva                            | *ɓahi                         | ɛwiʔ                              | hiN                          |
| cobra-coral                      | *katarama                     | kutura (Serpentes sp.)            | nutururu                     |
| cobrir                           | *buku                         | mɨk (cobrir, enterrar)            |                              |
| colocar                          | *atha                         | tɨk                               |                              |
| comer                            | *tapa                         | ɛpɛʔ                              | pɯ                           |
| comer                            | *chawari                      |                                   | cawabɯi                      |
| compartilhar                     | *manaku                       | mãiukɛʔ                           |                              |
| coração                          | *duru (abdômen)               | nurɛ̃                              |                              |
| corpo                            | *abun                         | nupuʔ                             |                              |
| cortar                           | *ti-                          | tɛŋʔ                              | tɯKmaN                       |
| costas                           | Paumari bari                  |                                   | puri                         |
| costas                           | *ide                          | un                                |                              |
| dançar                           | *khaɟubiri                    | mirɛʔ                             |                              |
| deitar                           | *wada (deitar, dormir)        | wɛnʔ                              |                              |
| dente                            | *inu                          | ʔin                               | ih                           |
| dentro                           | *budi                         | nũputɛ                            |                              |
| descascar                        | *ɗeru                         | tiɨrɨʔ                            |                              |
| dormir                           | *witha (repousar, deitar)     | taiʔ                              | kitaN                        |
| duro                             | *kharu                        | kɛ̃rũŋ                             |                              |
| escuro                           | *bara (preto, escuro)         | paru (cinzento)                   |                              |
| esmagar                          |                               | tɨŋ                               | umiriK                       |
| esperar                          |                               | maiaweʔ                           | paja                         |
| espinho                          |                               | pin                               | pi                           |
| espírito ajudante                | *gathani                      | ɨkatɛh                            |                              |
| espírito da água                 |                               | ɛwimãnɛ̃ri (dono da chuva)         | hɯmaɲaN                      |
| espírito                         | *dukurimari                   | nukĩrɛ̃ŋ                           | kudumari                     |
| espirrar                         | *hadicha                      | wãʔtĩs                            |                              |
| esposa                           | *panadi                       | upɛwan                            | ubacawa                      |
| esquilo                          |                               | wɛmɛn                             | baːda                        |
| estar parado                     | *ga (estar parado)            | wanʔ (estar sentado)              |                              |
| estar posicionado'               | *ga (estar parado)            | wanʔ (estar sentado)              |                              |
| estrela                          |                               | kura                              | kurubirɯ                     |
| exalar cheiro                    | *mahu (ter cheiro)            | mãwɨiɛʔ (cheirar suor)            |                              |
| falar                            | *ima                          |                                   | humaN                        |
| ferrão                           | *ati                          | ãsĩŋ                              |                              |
| fezes                            | *iɗu, *iɟu                    | ɛnuʔ                              | duh                          |
| fígado                           |                               | mɛ̃ʔ                               | ma                           |
| filha, filha do irmão            | *du                           |                                   | cu                           |
| flecha                           | *icaɗe (flecha, ponta)        |                                   | iːcuN (flecha, arco)         |
| flecha                           | *daɾeke                       |                                   | duruku                       |
| flechar                          |                               | wɛk                               | haK                          |
| flor                             | *muwe                         | ukwɛ̃n                             |                              |
| floresta                         | *ɟama                         | nɨma                              |                              |
| folha                            | *apha                         | ɛʔmaʔ                             | ba                           |
| fruto                            |                               | wãna                              | warapi                       |
| gente                            | *madiha (gente, grupo)        | nia (amigo)                       |                              |
| golpear                          | *daka (espancar)              | tɨka (dar um soco, ferir)         |                              |
| golpear                          | *ɓakha                        | maŋkaʔ                            |                              |
| gordura                          | *amuɟene                      |                                   | amicaniN                     |
| grande                           | *naɓitha (grande)             | minna (grande, largo)             |                              |
| homem                            | *makhira                      | mukɛrɛk                           |                              |
| intestino                        |                               | mĩn                               | miN                          |
| inundar                          | *raphuga                      | tapũŋ                             |                              |
| ir                               | *daka                         |                                   | daːN                         |
| ir                               | *gawa                         | wawaʔ (ir, ir ao encontro)        |                              |
| irmã maior                       | *amia (mãe, tia)              | miŋʔ (irmã maior, prima)          | miju (irmã, prima)           |
| irmã menor                       | *ti                           | tinuŋʔ                            |                              |
| irmã/o, prima/o, cunhada/o       | *wabu (primo, cunhado)        | puŋʔ (irmã/o, prima/o, cunhada/o) | bu (primo, cunhado)          |
| irmão menor, primo               | *nichuwi                      | tiuŋʔ                             |                              |
| irmão menor                      | *ʔaaɟu                        |                                   | ja                           |
| jabuti                           | *kuwasa                       | sawɛh                             | kawɯh (tartaruga)            |
| jacaretinga                      | *bubu                         | mama                              |                              |
| jacu                             | *daɓu                         |                                   | tawi                         |
| jerimum                          | *ɟuruma                       | nurɛ̃pu                            |                              |
| jogar no chão                    | *kuru (jogar, jogar fora)     | kut (cair no chão)                |                              |
| lábio                            | *bunu                         | muŋ                               |                              |
| lagarto                          | *mathakasa, *mathakaɕa        | mãtɛ̃kã (jacaré-anão)              |                              |
| lagarto                          | Proto-Madi *athuna (moça)     | ɛttũnɛ̃ʔ (sexo femenino)           |                              |
| lago                             | *ɗaku                         | mãiaku                            | daK                          |
| largar, jogar                    | *iba (largar, colocar)        | pa (jogar, atirar)                |                              |
| lavar                            |                               | kuiuʔ                             | kuɟi                         |
| língua                           | *abenu                        | nũʔ                               | Katawixi nu                  |
| lua                              | *baɟiku                       | pɨɨŋ                              |                              |
| luz                              | *aida                         | ɛina                              |                              |
| macaco                           | *ɟuwi (Cebus sp.)             | suwɛʔ (Ateles sp.)                |                              |
| macaco-barrigudo                 | *gapha                        |                                   | kamuɟa                       |
| macaco-de-cheiro                 | *pichi                        | ihpih                             | ihpiɟi                       |
| macho                            |                               | wapua (macho)                     | uwabara (marido)             |
| madeira                          |                               | ɨta                               | ita                          |
| madrugada                        | *ɟume                         | ɛmɛ̃ʔ                              | kumiti                       |
| mãe                              | Suruwahá naʔi                 | nãŋʔ                              | naju                         |
| mandioca                         | *ɗawa                         | tawɛ̃iɛ̃ (tubérculo)                | tawa                         |
| mandioca                         | *puha                         | mɨh                               |                              |
| mão                              | *ɟapa                         | maʔ                               | ba                           |
| matar                            | *ti                           |                                   | ti                           |
| matar                            | Proto-Madi *nabuwa            | muwɛiʔ (morrer)                   | warabui                      |
| minhoca                          | *chumi                        | supiʔ                             |                              |
| moça                             | *emanehe                      | mɨ̃nɛ̃ʔĩũ                           |                              |
| mole                             | Paumari baku                  | amɨk                              |                              |
| molhado                          | *arapha                       |                                   | hurupa                       |
| montanha                         | *nuku (morro)                 | nuk                               |                              |
| montanha                         |                               | kɨpaʔ                             | {huNtɯ}kɯba                  |
| morcego                          | *muri                         | mɛ̃rɛ̃                              | Katawixi mɯrihi              |
| morder                           | *akanu                        |                                   | akɯhni                       |
| morro                            | *nuku (morro)                 | nuk                               | ɟuku (pedra)                 |
| mulher                           | Proto-Madi *athuna (moça)     | ɛttũnɛ̃ʔ (sexo femenino)           |                              |
| mutum                            |                               | mɨnʔ                              | biN                          |
| nadar                            | *ɗaphiɟi (ir boiando)         | nupiʔ                             |                              |
| nádegas                          | *khuri (nú)                   |                                   | Katawixi kuri (costas)       |
| nariz                            |                               | ũh                                | uhpaK                        |
| nome                             | *uni                          | nik                               | wadiK                        |
| nora, sobrinho/a, genro, primo/a | *khabu (nora, genro, primo)   | kamɨ (nora, sobrinha, prima)      | upɯ (filho, sobrinho, genro) |
| nuca                             |                               | kɨtapu                            | kitata                       |
| nuvem                            | *ɕabi                         | ɛ̃sĩwĩʔ                            | kuduh-umi                    |
| olho                             | *nukhu (olho, semente)        | ukpu                              | ʔiku                         |
| onça                             |                               | apɛtpɛt                           | piːda                        |
| orelha                           | *naribu                       |                                   | kiraba                       |
| ouvir                            |                               | pɛ̃ɛ̃ʔ                              | pikaN                        |
| ovo                              | *napha                        |                                   | pu                           |
| paca                             | *khuwa                        |                                   | kiwa                         |
| pai                              |                               | paŋʔ                              | paiu                         |
| pálido                           | *maphura                      | pura (suave)                      | para (branco)                |
| palmeira                         |                               | sarui (palmeira)                  | taru (coqueiro)              |
| papagaio                         | *kawa                         |                                   | kawapi                       |
| papagaio                         | *ɕaruɕaru                     | saruʔ                             |                              |
| pato-selvagem                    | *wahakuku                     | kũhkũ (ave)                       | kuhku (pato-do-mato)         |
| pé                               | *bihi (braço, perna, asa)     | ʔi                                | hi                           |
| pedra                            | *ɟaɗi                         | utɛʔ (montanha)                   |                              |
| pegar                            |                               | tũɛ̃ʔ                              | duni                         |
| pegar                            | *idi                          |                                   | hadi                         |
| peixe osteoglossídeo             | *buraku (pirarucu)            |                                   | paura (aruanã)               |
| pele                             | *ɗaru                         | siʔnak                            | daK                          |
| pena, pêlo                       | *a-phi (pena)                 | wih (pêlo, pena)                  | puih (pêlo)                  |
| pênis                            | *icupiri                      | sɨʔmiŋ                            |                              |
| pênis                            | *ʔaba                         | pa                                | pa                           |
| pequeno                          | *ibiciri                      |                                   | ciniN                        |
| periquito                        | *ɟiriɟiri                     | tikittiri                         |                              |
| perto                            |                               | imunta                            | inuta                        |
| pescoço                          |                               | wɛ̃rɛ̃npah                          | wɯːrɯ (garganta)             |
| pica-pau                         | *uruwedede                    | urutɛʔtɛʔ                         |                              |
| porco                            | *hirari                       | kiariʔ                            |                              |
| pouco                            | *bedi                         |                                   | pɯiri                        |
| preto                            | Proto-Madi *ɕuki              | sik                               | tik                          |
| primo, cunhado                   | *uwaʔa                        | wɛ̃wɛ̃                              |                              |
| primo/a, cunhado/a               | *dawa                         | sɛ̃wɛ̃                              | cawaN                        |
| pulmão                           |                               | puhpuh                            | puhpuh{maN}, ihpuKpuhma      |
| quebrar                          | *baka                         | makawaʔ (cair coisas), pɨk        |                              |
| queimar                          | *charu                        |                                   | huruN                        |
| queixada                         | *hiɟama (queixada)            |                                   | hiːcaN (caititu)             |
| querer                           | *nupha                        | pak                               |                              |
| rã                               | *uwawa                        | wãwãʔ                             |                              |
| raia                             | *ɓuɗani                       | ʔinnaʔ                            | hihdaN                       |
| rato                             | *ɟapi                         |                                   | caN                          |
| remar                            |                               | kuaiaŋãʔ (remo)                   | wuikaN (remar)               |
| rio                              |                               | wɛ̃                                | wa                           |
| rio                              | *waini                        |                                   | wɯni                         |
| rio                              | *waha (igarapé, rio)          |                                   | waːhɯN (rio)                 |
| roubar                           | *buɗi                         | mɛrɛʔ                             |                              |
| Saimiri sp.                      | *pichi                        | ihpih                             | ihpiɟi                       |
| sangue                           | *eme                          | mĩmĩ                              | mimi                         |
| sapo                             | *kapekape                     | kɨpɛnkɨpɛn muiʔ                   |                              |
| sapo                             |                               | ɨŋ muiʔ                           | uːN                          |
| satisfeito                       | *akhari                       | ɛkaiʔ (estar satisfeito)          |                              |
| segurar                          | *dama                         | tama (ter coisas)                 |                              |
| semente                          | *nukhu                        |                                   | akuN                         |
| sobrinho                         | *daʔu (filho, sobrinho)       | tuaʔiu (sobrinho)                 |                              |
| sogra, tia paterna               | *ʔaachu                       | suʔ                               | cucu                         |
| sol                              | *ɟiphu (fogo)                 | nĩukpu                            |                              |
| sol                              | *bahi                         | ɛʔmaiʔ (verão)                    | biha                         |
| solo                             | *tabuɾi (lugar)               | mɛrɛhɛ                            | ipuri                        |
| surubim                          | *bahama                       |                                   | bahma                        |
| tatu                             | *wari                         | amɨrɨ                             | marɯ                         |
| temer                            | *pini (temer, assustar)       | mĩninʔ                            |                              |
| ter cheiro                       | *mahu                         | mãwɨiɛʔ (cheirar suor)            |                              |
| tia materna                      | *aci (irmã mais velha)        | asiŋʔ                             |                              |
| tia paterna, sogra               | *ʔaachu                       | suʔ                               | cucu                         |
| tio materno, sogro               | *hedi                         | tiŋʔ                              |                              |
| tio paterno, sobrinho            | *badia (sobrinho)             | tiu                               |                              |
| tracajá                          | *chiri (tartaruga)            |                                   | kawɯhciniN                   |
| traíra                           | *chaku                        |                                   | ɟaikuN                       |
| tucano                           | *ɟakhi                        | kɛiaŋ                             |                              |
| um                               |                               | nũŋtina                           | ikiKti                       |
| unha da mão                      |                               | maʔkɨ (unha)                      | bakuN (dedo)                 |
| vento                            | *ɓuni                         |                                   | waːniN                       |
| ventre                           | *duru (abdômen)               | nurɛ̃ (coração)                    | miN-hurɯK                    |
| ver                              | *khikana                      |                                   | hiKna                        |
| ver                              | *hathiwa                      | tiawaiʔ                           |                              |
| vespa                            | *awani                        | wah                               | wah                          |
| viga, madeira                    | *pini                         | pi                                | upina                        |
| vir                              | *tika                         | tiak                              | tiː                          |
| voltar                           | *khama                        | kɨmɛ̃h                             | kiNhi                        |

### Morfología
La siguiente tabla muestra algunas correspondencias entre formas entre las tres subfamilias
| GLOSA               | Proto-Arauá               | Harákmbet          | Katukína     |
| ------------------- | ------------------------- | ------------------ | ------------ |
| 1ª SG               |                           | iu-                | (a)ju-       |
| 1ª SG               | *aruwa                    | nuʔ                | adu          |
| 1ª PL               | *ʔari                     |                    | adiːK        |
| 2ª PL               | *tee                      |                    | idiki        |
| ACUSATIVO           | *-ra                      | -tah               |              |
| CAUSATIVO           | *-ha                      | -ʔa                |              |
| CONTINUO            | Jarawara -ne              | -nɛ̃                | -niN         |
| DELATIVO            | *-ɟa                      | -iaʔ               |              |
| FUTURO, CONDICIONAL | Deni-Kulina -ɟapa (COND.) | -apu (FUT., COND.) | -cabu (FUT.) |
| INDEFINIDO          |                           | nuŋ                | hinɯK        |
| MASCULINO           | *-ne                      | -pãnɛ̃ʔ             |              |
| MOMENTÁNEO          | *-ada                     | -atɨ               |              |
| PERFECTIVO          | *-ɗe                      | -nɛ                |              |
| POSESIVO            | *-matha                   |                    | -muca        |
| PRESENTE            | *-da                      | -nɨ                |              |
| PROXIMAL            | *hari                     | ãrĩ                |              |
| SUBESIVO, LOCATIVO  | *-tha (SUBES.)            | -taʔ (SUB., LOC.)  | -ta (LOC.)   |
| SUPERESIVO          |                           | -kɨta              | -kutu        |

## Numerales
Los numerales en las tres ramas propuestas por Jokelsky son:
| GLOSA | Amakaeri (Harákmbut) | PROTO- CATUQUINA | PROTO- ARAUANO |
| ----- | -------------------- | ---------------- | -------------- |
| 1     | 'nɔŋtʃiⁿda           | *hekik(t)-       | *ohari-        |
| 2     | 'ᵐbɔttaʔ             | *upawa           | *pama-         |
| 3     | 'ᵐbapaʔ              | *hekik (a)tipu   | *2+1           |
| 4     | 2+2                  |                  | *2+2           |

### Enlaces exteriores
- Appendix:Harákmbut–Katukinan word lists (Wiktionary)

- Datos: Q17107635